# Mikko Lyttinen
Mikko Tapani Lyttinen (ur. 16 listopada 1994) – fiński zapaśnik walczący w stylu klasycznym. Zajął siedemnaste miejsce na mistrzostwach Europy w 2021. Mistrz nordycki w 2018 roku.